# 伯氏雅羅魚
伯氏雅罗鱼（学名：Leuciscus bergi）为輻鰭魚綱鯉形目雅羅魚科雅罗鱼属的其中一种鱼类，被IUCN列為易危保育類動物。該魚類主要分布於亞洲吉爾吉斯的伊塞克湖，棲息在中底層水域。

## 扩展阅读
維基物種上的相關：伯氏雅罗鱼